# 黎元洪旧居
39°55′24″N 116°24′38″E / 39.923334°N 116.410634°E
參數所指定的目標頁面不存在，建議更正成存在頁面或直接建立下列一個頁面（建立前請先搜尋是否有合適的存在頁面可以取代）：
- 黎元洪故居纪念馆

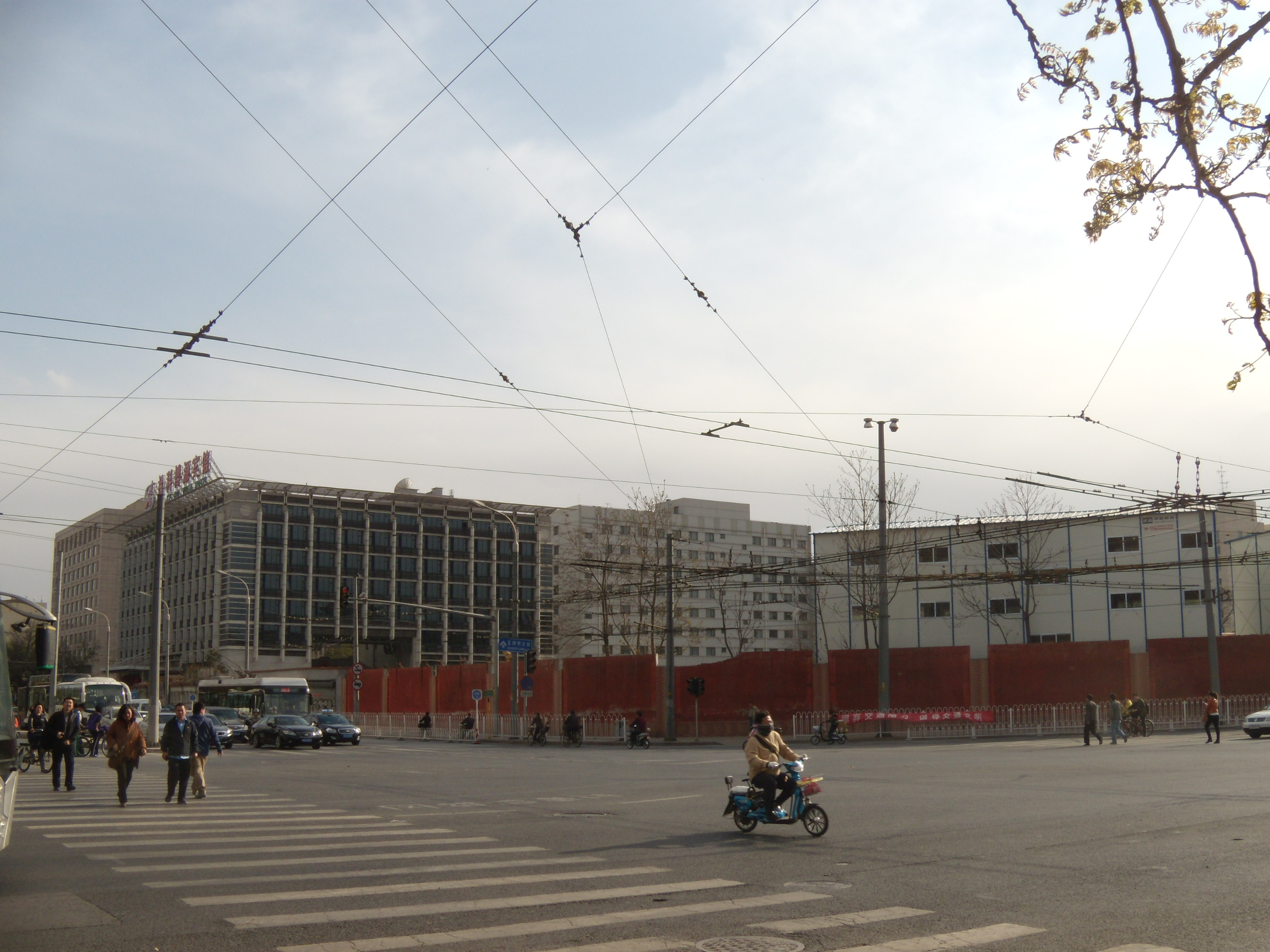
2013年，从东北方向远眺黎元洪旧居。近处是正在兴建的嘉德艺术中心工地

黎元洪旧居位于中国北京市东城区王府井大街27号，是中华民国大总统黎元洪在北京的旧居，曾经作为中华民国大总统府，也是北京城内知名的私家园林之一。

## 历史
该宅院南到东厂胡同，北到翠花胡同，东到王府井大街。此地明朝时为宦官控制的的特务机构“东厂”，其南现为东厂胡同。清朝时，该院落曾作为明史馆。该院落是清朝镶白旗驻地。清朝咸丰、同治年间，两广总督、大学士瑞麟在此兴建房屋及园林，命名为“馀园”。据记载，当时园内“河流甚长，草木尤佳”，园中的假山上有两块立石，分别刻有“崖半亭高”和“岭崎磊落”。靠东围墙还依地势开凿了一条月牙河。继瑞麟之后，荣禄迁入该宅院。荣禄在北京的住宅除了今东城区交道口菊儿胡同3号、5号和寿比胡同6号外，此处是荣禄的另一旧居。据说荣禄迁居此处后，对宅院进行了改造，且安装了电灯，当时除了皇宫之外，这座宅院可说是全北京城内第一个装上电灯的住宅。

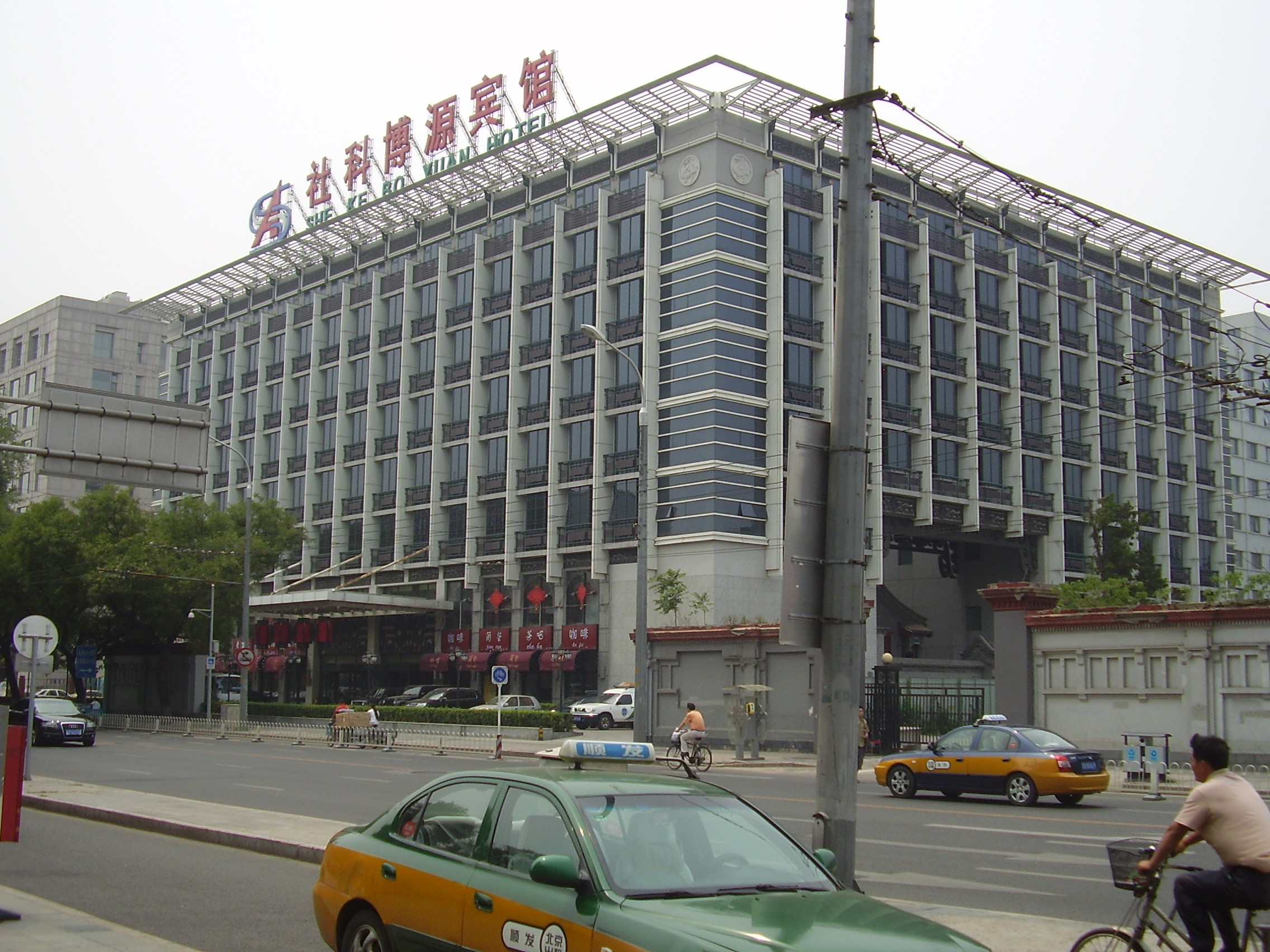
社科博源宾馆东侧的原黎元洪旧居东墙及东大门

继荣禄之后，袁世凯为了拉拢黎元洪，乃以十万银元买下了荣禄宅的东半部送给黎元洪。该宅遂于1912年之后成为中华民国副总统黎元洪的住宅。1916年袁世凯逝世后，黎元洪继任中华民国大总统，仍居住于此宅，当时还圈定了中华民国大总统府界，建造了西式的围墙，并且在王府井大街上开门，如今北侧院墙的根基处尚存一块刻石，刻有“黎大德堂界址”。张勋复辟时，黎元洪被逐出北京。1922年，黎元洪再度出任大总统时，仍在该宅居住。实际上，当时该宅的正门设在东厂胡同北侧，门牌号为“东厂胡同壹号”及“东厂胡同叁号”。
1928年黎元洪逝世后，此宅售予由日本退还庚子赔款而成立的“东方文化事业总委员会”，且在院内兴建了一座日本式的三层图书馆。抗日战争胜利后，该宅成为傅斯年担任所长的中央研究院历史语言研究所的所在地，国立北京大学校长胡适也曾在此居住。“东方文化事业总委员会”和胡适的大批藏书都留在该宅。
1950年代后，此宅为中国科学院图书馆和中国科学院考古研究所使用。范文澜、汤用彤、梁思永、张政烺、邓广铭、季羡林等人先后在此居住。1970年代末至1980年代初，黎元洪宅院西部被拆除，原址兴建了中国社会科学院近代史研究所和世界历史研究所大楼。1980年代，又兴建了六七栋研究所职工宿舍楼。小桥流水及戏楼亭阁等建筑大部分被毁。2000年代初，坐落在该宅院旧址东部的中国科学院图书馆被拆除，兴建了社科博源宾馆和中国社会科学院考古研究所大楼。如今，此宅的残存部分为中国社会科学院考古研究所使用。
对此宅的保护一直非常薄弱，此宅长期未被列为文物加以保护。2012年，此宅以“黎元洪旧居”之名被列为北京市东城区普查登记文物，时代为民国。

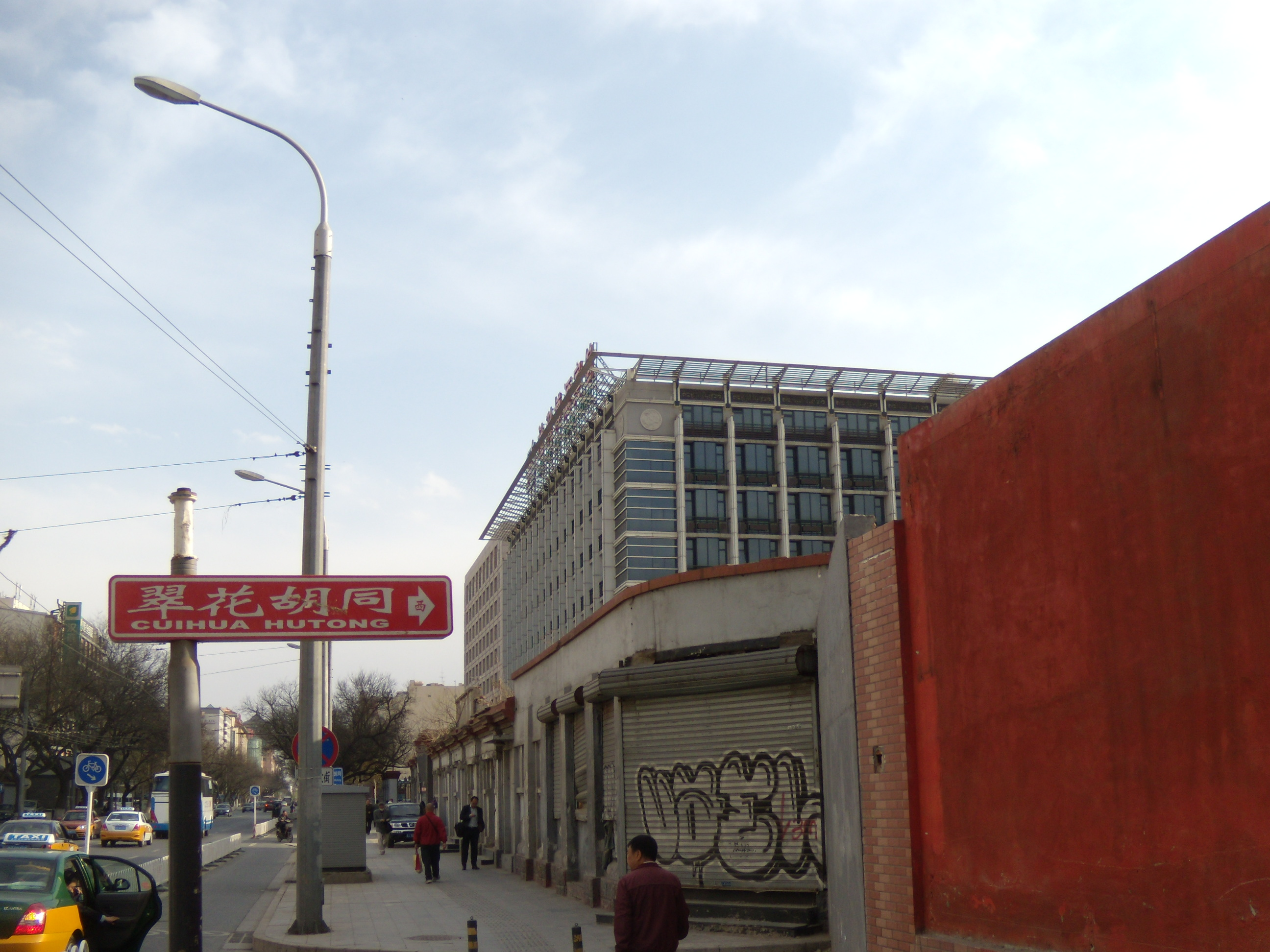
黎元洪旧居院墙东北角。其北原为翠花胡同东口
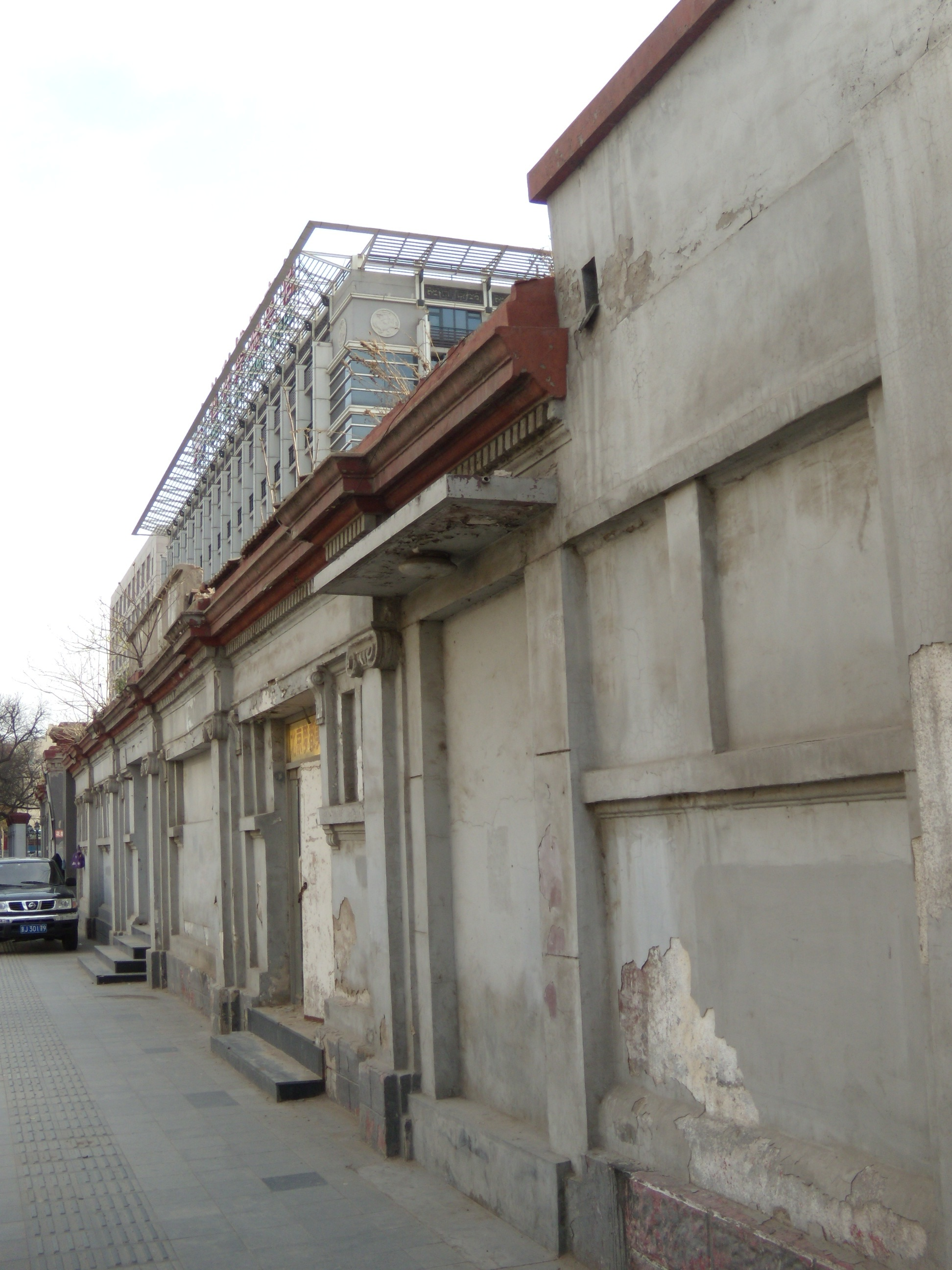
黎元洪旧居东墙，位于东大门北侧，2015年拆除
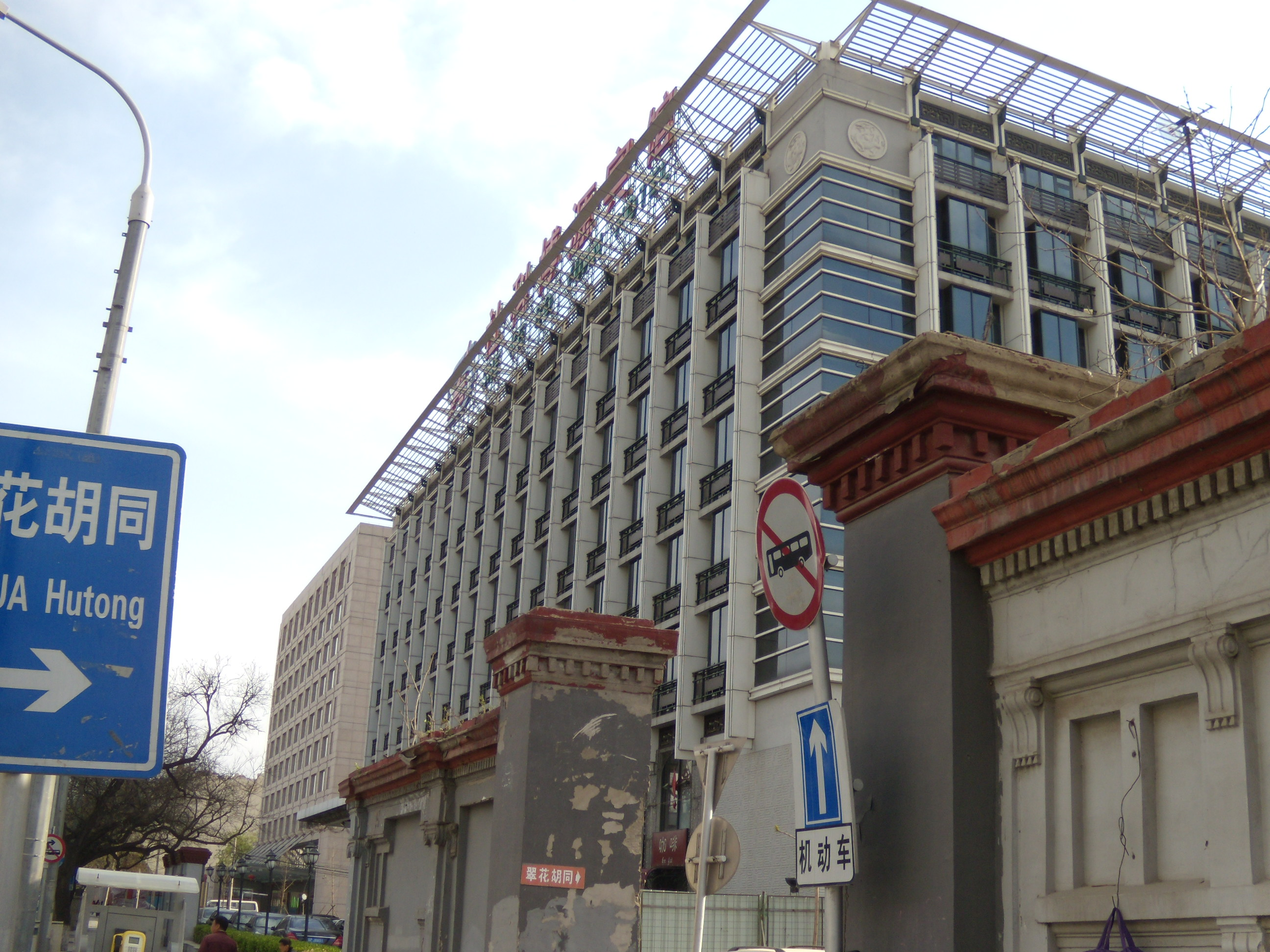
黎元洪旧居东大门，2015年拆除
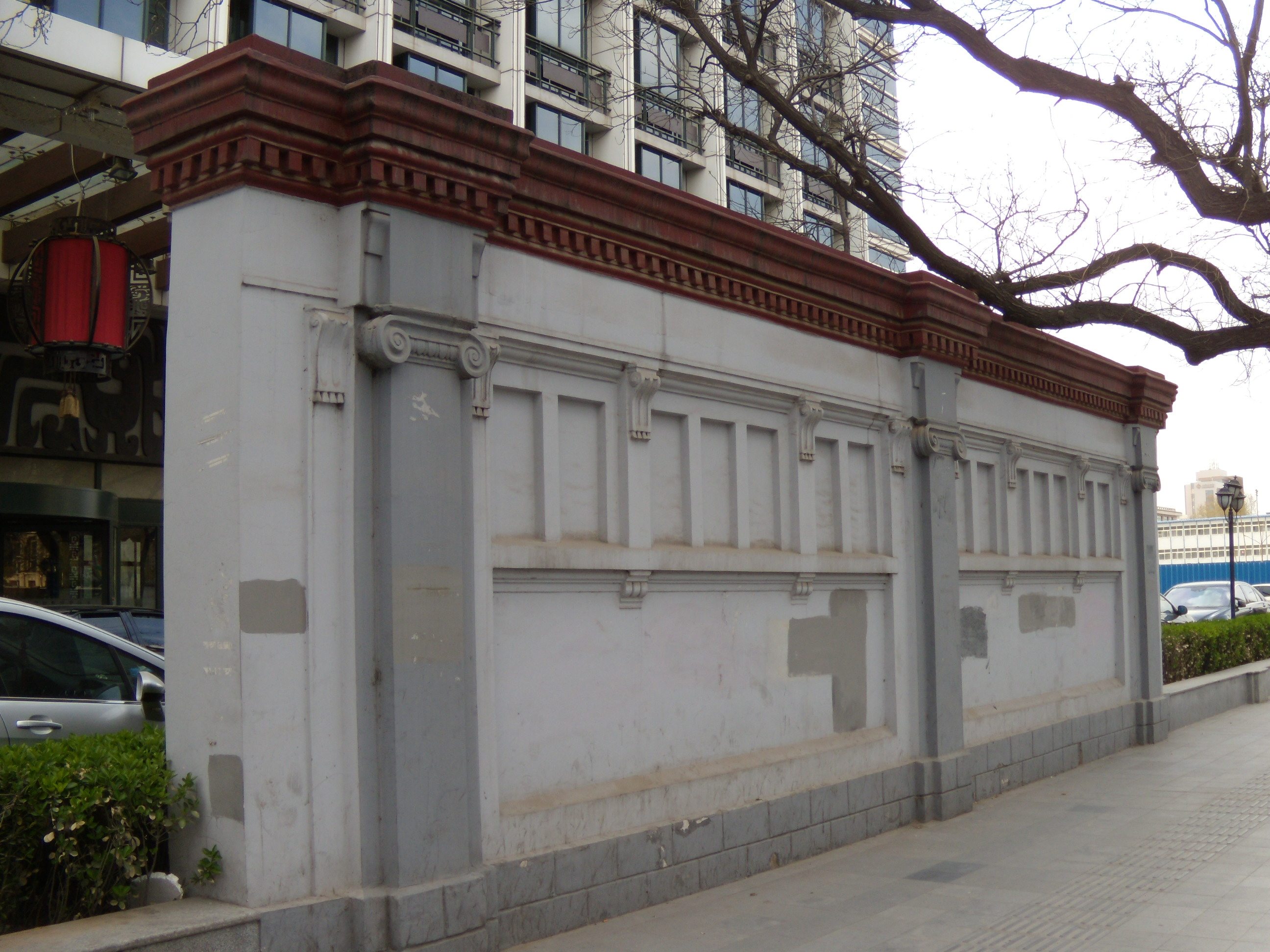
黎元洪旧居东墙，位于社科博源宾馆东侧

## 建筑
如今，此宅的原有建筑所剩很少。21世纪初，普查登记文物黎元洪旧居内图书楼被拆毁。至21世纪初，大门的南北两侧分别留有一座小式硬山筒瓦建筑。院内靠南侧的假山上有一勾连搭式台轩，面阔三间，进深三间，其北残存一小段爬山廊。假山西北处是一座七檩带前廊硬山合瓦式建筑。再向南为一座七檩带前后廊硬山筒瓦建筑，面阔三间，东侧带有一间五檩小式硬山合瓦耳房。后来这些残存建筑进一步被拆除。到2016年初，仅存很少的几处建筑。
- 社科博苑宾馆西北侧残存建筑：社科博苑宾馆北侧开有一门，挂有中国社会科学院考古研究所的牌子，在拐子型楼的连接层中间夹有一座中式小房屋，房屋门脸上挂有中国社会科学院考古研究所文化遗产保护研究中心的牌子。与大门对望的是考古学家夏鼐的雕塑[5]。
- 西边残存建筑：从考古研究所大门向西再过一个院门，有一栋南北向的九层大楼，再向南拐，可见大楼之间夹有两片中式老房屋。其中一个中式小平房位于社科博苑宾馆和考古研究所凹形大楼的中间，有铁栅栏围绕。另一栋是坐北朝南约有七八间的中式小平房，位于中国社会科学院近代史研究所和世界历史研究所的办公楼前[5]。

此宅作为大总统府时，兴建了高大精美的围墙，成为如今王府井大街北段的重要街景。在社科博源宾馆的兴建过程中，拆除了社科博源宾馆东侧的大部分围墙，仅留下正对宾馆大门的一小段作为影壁墙。2015年，正在施工的嘉德艺术中心工地拆除了工地东侧黎元洪旧居的大门和大部分围墙，在将要拆除最北段（含刻有“黎大德堂界址”的石碑）时被叫停。2016年1月，九三学社北京市委在北京市两会时提出并关注了该事件。

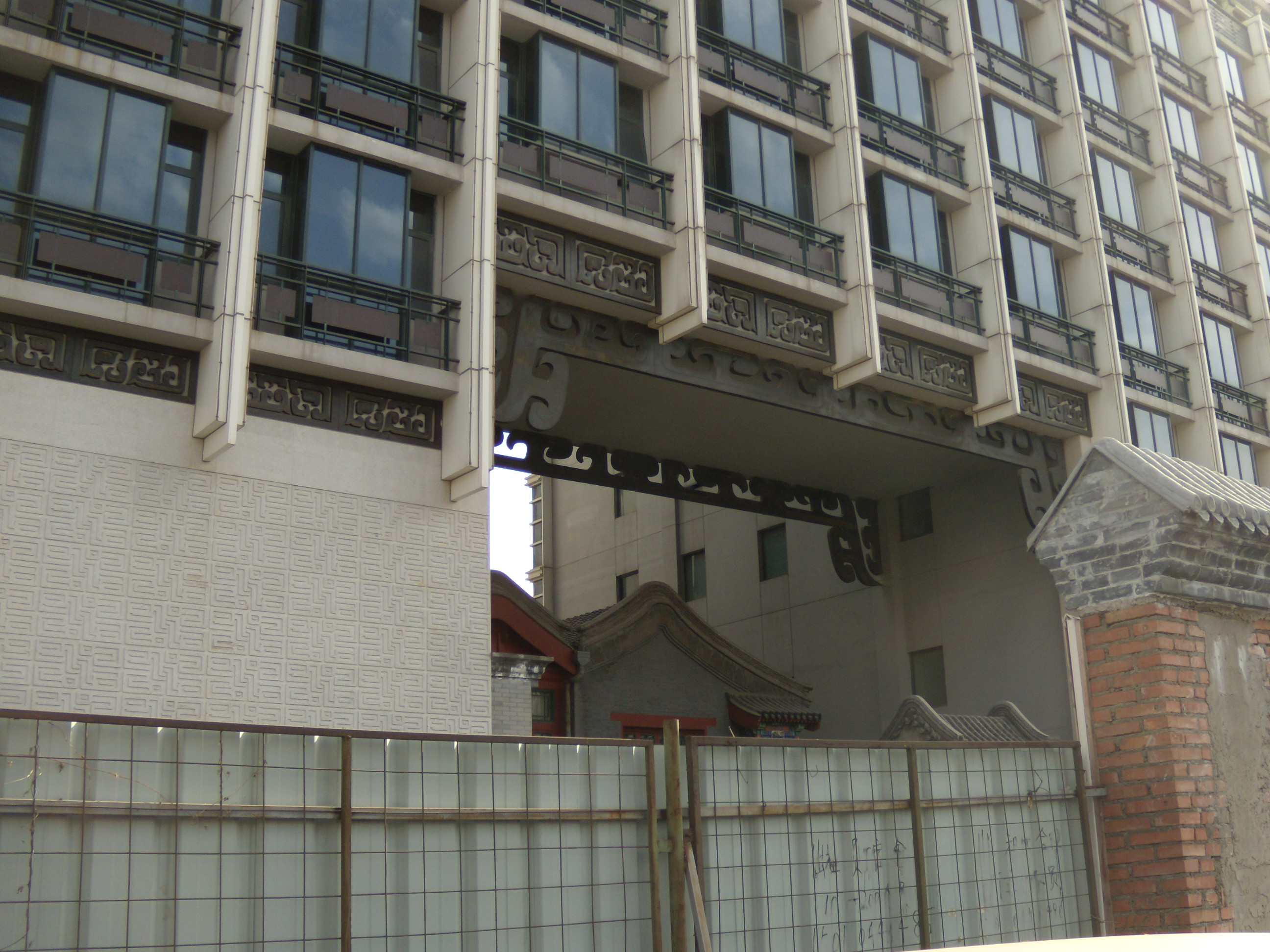
被社科博源宾馆包围的建筑
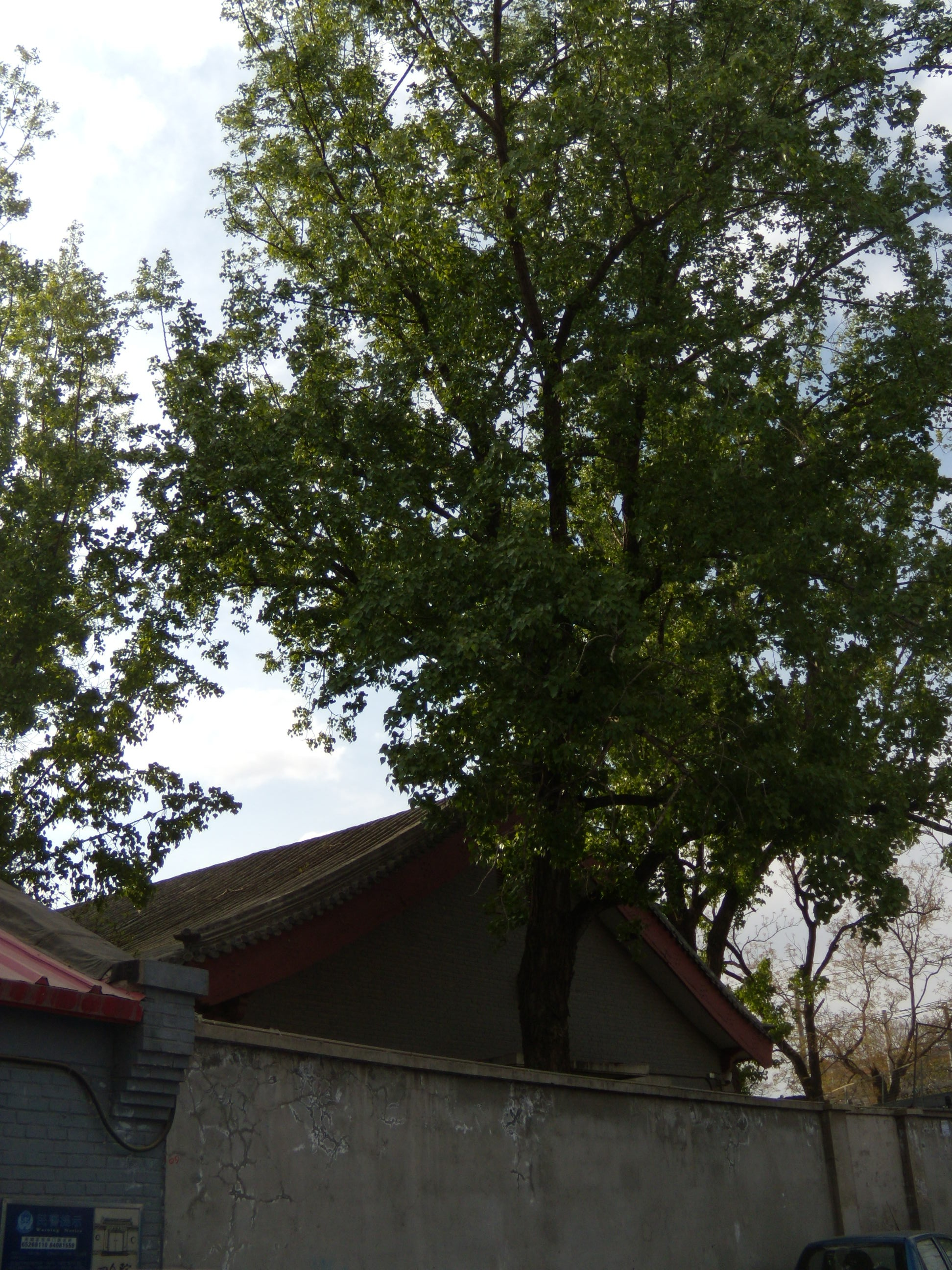
翠花胡同南侧的建筑
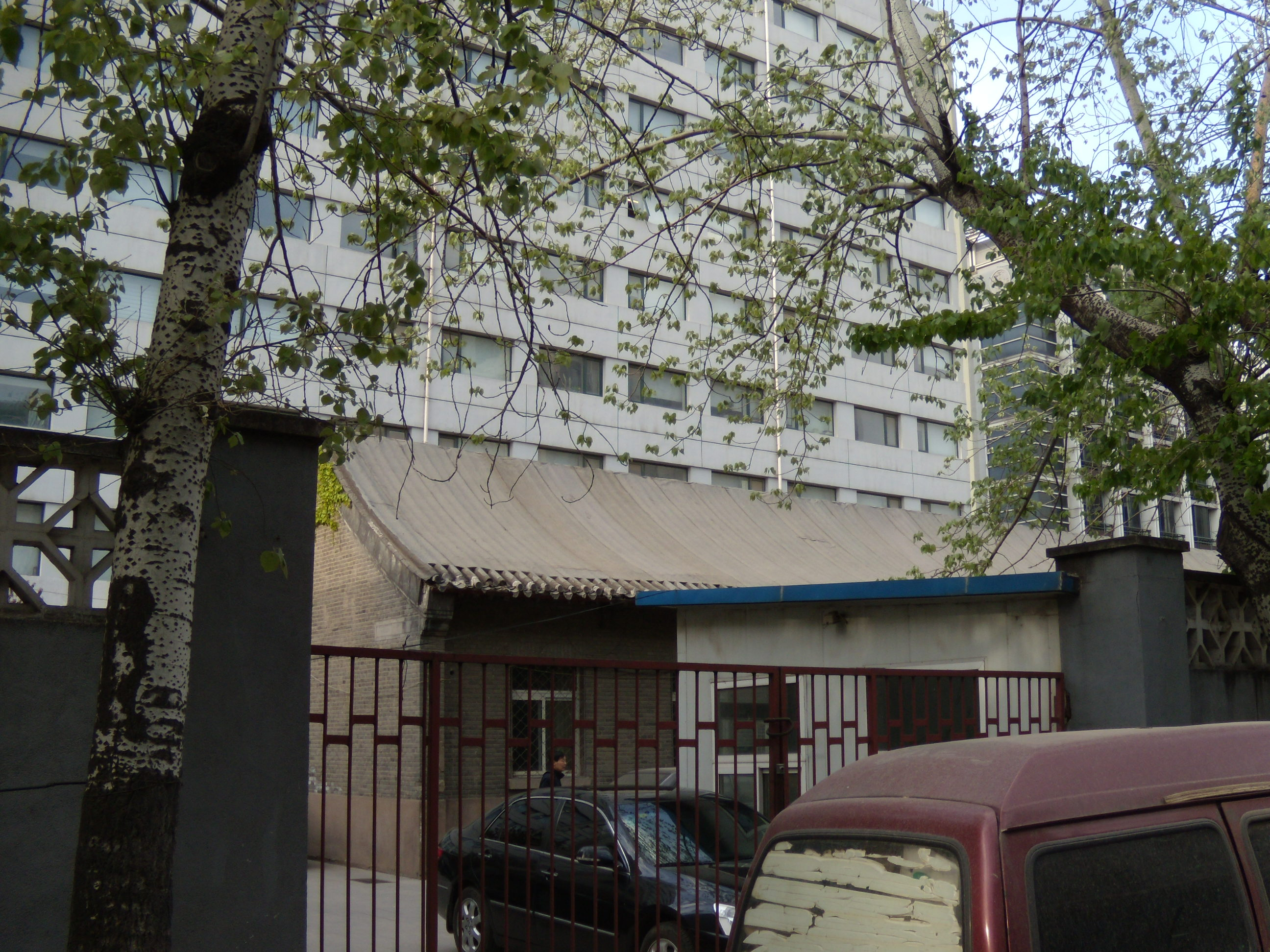
东厂胡同北侧中国社会科学院考古研究所大门内西侧的建筑
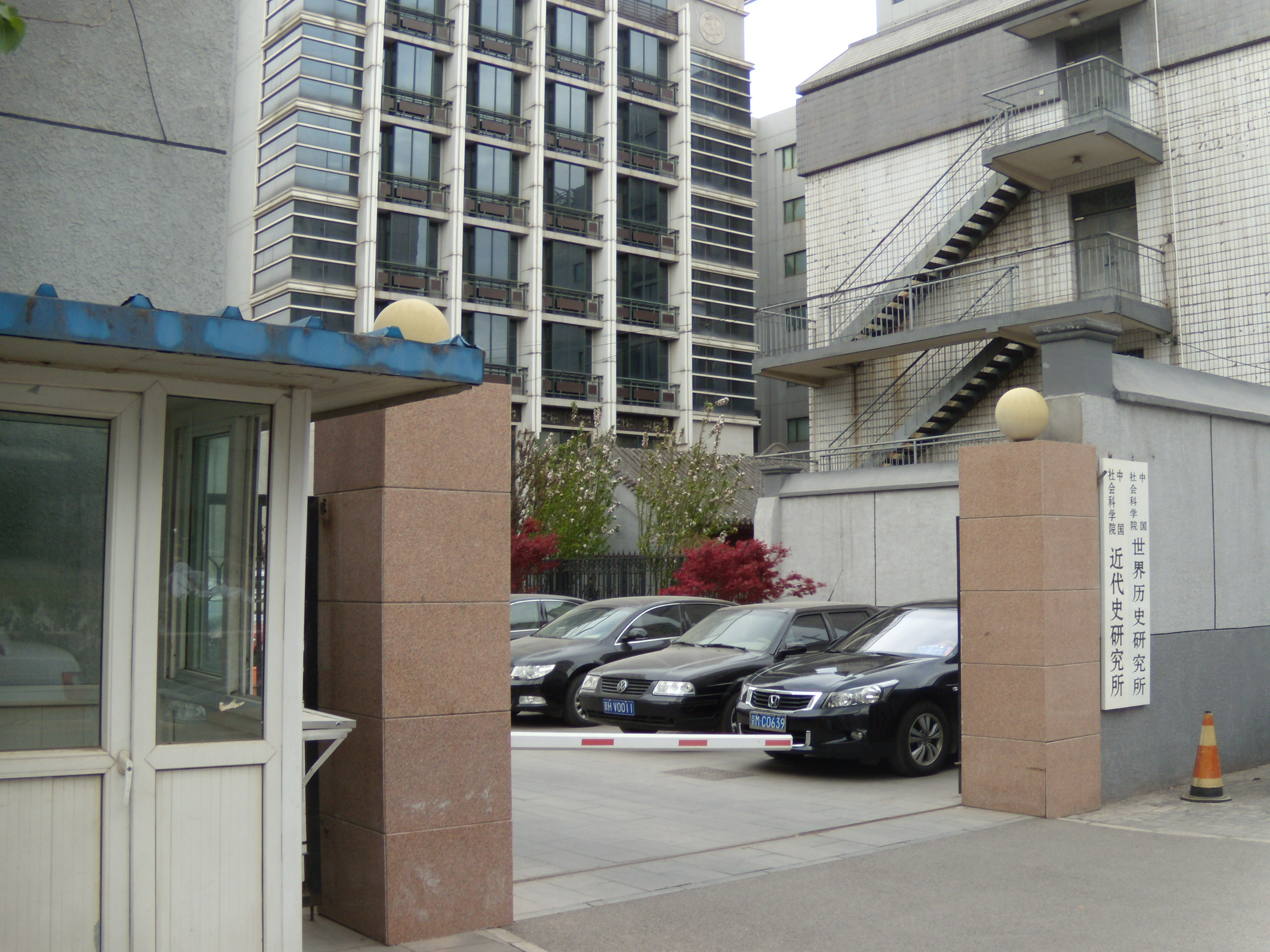
东厂胡同北侧中国社会科学院考古研究所大门，可见大门内东北侧建筑
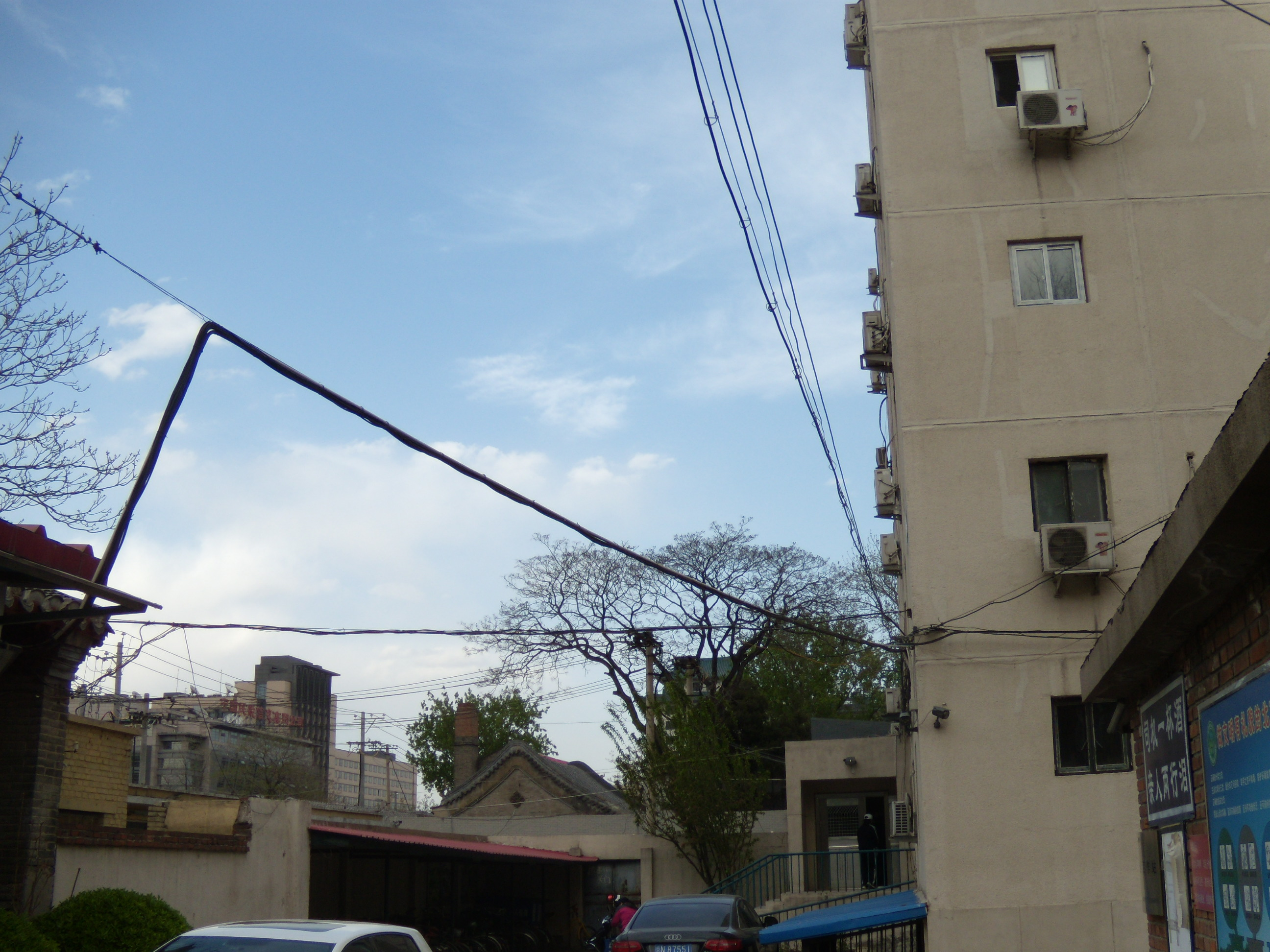
东厂北巷东侧小区以东的建筑